# تيم بيك
تيم بيك (بالإنجليزية: Tim Beck)‏ هو لاعب كرة قدم أمريكية أمريكي، ولد في 18 يناير 1964 في نيس سيتي في الولايات المتحدة.